# Metal Final4 2024-25
Pokalturneringen i ishockey 2024-25 var den 33. udgave af den danske pokalturnering i ishockey for mandlige klubhold. Turneringen blev arrangeret af Danmarks Ishockey Union og spillet under navnet Metal Final4 på grund af et sponsorat fra Dansk Metal. Den blev afviklet som et final 4-stævne den 10 - 11. januar 2025 i Sydjysk Sparekasse Arena i Vojens, som var vært for finalen for sjette gang men for første gang siden 2015.
De første 16 spillerunder af Superisligaen 2024-25 fungerede som kvalifikation til turneringen, og de fire bedst placerede hold efter to indbyrdes opgør mellem alle hold sikrede sig en plads i Final4: Odense Bulldogs, Herlev Eagles, Herning Blue Fox og SønderjyskE.
Turneringen blev vundet af Herning Blue Fox, som i finalen besejrede Herlev Eagles med 4-3 efter sudden death, og som dermed blev det første hold med ni pokaltitler. Det afgørende mål blev scoret af Derian Plouffe efter blot 36 sekunders spil i fjerde periode. Herlev Eagles var i pokalfinalen for anden gang og for første gang siden 2003. Det var første gang siden 2002, at pokalfinalen ikke blev afgjort i ordinær spilletid.
Herning Blue Fox' kaptajn, Morten Poulsen, blev kåret som "årets pokalfighter".
I semifinalerne, der blev afviklet dagen inden finalen, havde Herlev Eagles besejret Odense Bulldogs med 4-3, mens Herning Blue Fox vandt med 3-2 efter straffeslagskonkurrence over værterne fra SønderjyskE Ishockey. Afgørelsen i den anden semifinale var kontroversiel, eftersom SønderjyskE Ishockey i første omgang havde fået godkendt sejrsmålet til 3-2 i den forlængede spilletid, men målet blev efter ti minutters videogranskning annulleret, hvorefter Herning afgjorde kampen på straffeslag. Annulleringen af SønderjyskEs mål blev dog mødt af en vis kritik.

## Format
Turneringen havde deltagelse af de fire bedst placerede hold i Superisligaen 2024-25 efter 16 spillerunder:
- Odense Bulldogs
- Herlev Eagles
- Herning Blue Fox
- SønderjyskE Ishockey

Turneringen afvikledes som et final 4-stævne, hvor alle kampene blev spillet i Sydjysk Sparekasse Arena i Vojens i dagene 10. - 11. januar 2025. I tilfælde af uafgjort var der forskellige formater for semifinalerne og finalen.
- Semifinalerne blev afviklet efter samme overtidsformat som grundspilskampene i Superisligaen 2024-25, dvs. først fem minutters sudden death med tre markspillere på hvert hold, evt. efterfulgt af straffeslagskonkurrence.
- Finalen blev spillet efter samme overtidsformat som slutspilskampe i Superisligaen 2024-25, dvs. sudden death til først scorede mål med fem markspillere på hvert hold i perioder a 20 minutter.

## Kvalifikation
Da alle holdene Superisligaen 2024-25 havde mødt hinanden to gange, gik de fire bedst placerede hold videre til pokalturneringens semifinaler. I praksis var det stillingen efter kampene afviklet den 3. november 2024, der var afgørende for kvalifikation til Final4, bortset fra at resultatet af kampen mellem Frederikshavn White Hawks og Aalborg Pirates spillet den 6. oktober 2024 ikke talte med, da kampen var blevet flyttet fra en oprindelig spilledato senere på sæsonen.

### Stilling
| \| Nr \| Hold \| K \| V3 \| V2 \| T1 \| T0 \| Mf \| \| Mi \| +/- \| P \| \| -- \| ------------------------- \| -- \| -- \| -- \| -- \| -- \| -- \| - \| -- \| ---- \| -------- \| \| 1 \| Odense Bulldogs \| 16 \| 8 \| 3 \| 2 \| 3 \| 65 \| – \| 47 \| +i18 \| 32Final4 \| \| 2 \| Herlev Eagles \| 16 \| 7 \| 4 \| 2 \| 3 \| 55 \| – \| 40 \| +i15 \| 31Final4 \| \| 3 \| Herning Blue Fox \| 16 \| 7 \| 4 \| 2 \| 3 \| 54 \| – \| 40 \| +i14 \| 31Final4 \| \| 4 \| SønderjyskE Ishockey \| 16 \| 7 \| 1 \| 7 \| 1 \| 59 \| – \| 45 \| +i14 \| 30Final4 \| \| 5 \| Aalborg Pirates \| 16 \| 8 \| 0 \| 1 \| 7 \| 60 \| – \| 46 \| +i14 \| 25 \| \| 6 \| Esbjerg Energy \| 16 \| 4 \| 3 \| 3 \| 6 \| 50 \| – \| 52 \| −i2 \| 21 \| \| 7 \| Frederikshavn White Hawks \| 16 \| 4 \| 4 \| 0 \| 8 \| 37 \| – \| 49 \| −i12 \| 20 \| \| 8 \| Rungsted Seier Capital \| 16 \| 4 \| 1 \| 2 \| 9 \| 43 \| – \| 71 \| −i28 \| 16 \| \| 9 \| Rødovre Mighty Bulls \| 16 \| 1 \| 2 \| 3 \| 10 \| 38 \| – \| 70 \| −i32 \| 10 \| K: Spillede kampe, V3: Kampe vundet i ordinær spilletid (3 point), V2: Kampe vundet efter overtid/straffeslag (2 point), T1: Kampe tabt efter overtid/straffeslag (1 point), T0: Kampe tabt i ordinær spilletid (0 point), Mf: Mål for, Mi: Mål imod, +/-: Måldifference, P: Point |                           |    |    |    |    |    |    |   |    |      |          |
| Nr | Hold                      | K  | V3 | V2 | T1 | T0 | Mf |   | Mi | +/-  | P        |
| 1 | Odense Bulldogs           | 16 | 8  | 3  | 2  | 3  | 65 | – | 47 | +i18 | 32Final4 |
| 2 | Herlev Eagles             | 16 | 7  | 4  | 2  | 3  | 55 | – | 40 | +i15 | 31Final4 |
| 3 | Herning Blue Fox          | 16 | 7  | 4  | 2  | 3  | 54 | – | 40 | +i14 | 31Final4 |
| 4 | SønderjyskE Ishockey      | 16 | 7  | 1  | 7  | 1  | 59 | – | 45 | +i14 | 30Final4 |
| 5 | Aalborg Pirates           | 16 | 8  | 0  | 1  | 7  | 60 | – | 46 | +i14 | 25       |
| 6 | Esbjerg Energy            | 16 | 4  | 3  | 3  | 6  | 50 | – | 52 | −i2  | 21       |
| 7 | Frederikshavn White Hawks | 16 | 4  | 4  | 0  | 8  | 37 | – | 49 | −i12 | 20       |
| 8 | Rungsted Seier Capital    | 16 | 4  | 1  | 2  | 9  | 43 | – | 71 | −i28 | 16       |
| 9 | Rødovre Mighty Bulls      | 16 | 1  | 2  | 3  | 10 | 38 | – | 70 | −i32 | 10       |

## Final 4

### Semifinaler
De fire hold blev parret i to semifinaler ved en lodtrækning uden seedning foretaget den 16. november 2024.
| Dato       | Kl.   | Kamp                                    | Res. | Perioder      | OT  | GWS | Tilsk. | Ref.        |
| ---------- | ----- | --------------------------------------- | ---- | ------------- | --- | --- | ------ | ----------- |
| 10. januar | 17:45 | Herlev Eagles – Odense Bulldogs         | 4–3  | 3-1, 1-2, 0-0 |     |     | 5.000  | Kamprapport |
| 10. januar | 20:30 | SønderjyskE Ishockey – Herning Blue Fox | 2–3  | 0-2, 1-0, 1-0 | 0-0 | 0-1 | 5.000  | Kamprapport |

### Finale
Finalen blev afgjort i én kamp mellem vinderne af de to semifinaler.
| Dato       | Kl.   | Kamp                             | Res. | Perioder           | Tilsk. | Ref.        |
| ---------- | ----- | -------------------------------- | ---- | ------------------ | ------ | ----------- |
| 11. januar | 19:00 | Herning Blue Fox – Herlev Eagles | 4–3  | 1-1, 1-0, 1-2, 1-0 | 5.000  | Kamprapport |